# Грановский, Михаил Александрович
Михаил Александрович Грано́вский (1893, Звенигородка, Киевская губерния — 22.08.1938, Москва) — советский государственный и хозяйственный деятель. 22 августа 1938 года расстрелян. После смерти Сталина реабилитирован.

## Биография
В 1912 году окончил Звенигородское коммерческое училище, в 1913—1917 гг учился в Московском коммерческом институте. С 1916 г. участвует в революционном движении.
В 1922-29 работал в УССР и в Москве на хозяйственной работе, возглавлял Всесоюзный синдикат стекольной и фарфоровой промышленности.
С 1930 Грановский работает в Верхнекамье, сначала начальником строительства, а затем с 1932 директором введенного в строй Березниковского химического комбината, где зарекомендовал себя как крупный инженер, организатор и хозяйственник.
В 1931 году выдвигался делегатом VI съезда Советов СССР, в 1934 — делегатом XVII съезда ВКП(б) с решающим голосом.
Переводится на работу в Москву в 1935, возглавляет Центральное управление ж/д строительства Наркомата путей сообщения СССР. С 1936 г. — редактор журнала «Строитель железных дорог».
В 1937 г. проживал в Москве по адресу: ул. Серафимовича, д.2 (Дом правительства), кв.418.
Арестован 5.11.1937 по обвинению в участии в контрреволюционной террористической организации. Осужден 22 августа 1938 Военной коллегией Верховного суда СССР к ВМН, в этот же день приговор приведён в исполнение. Реабилитирован 26 мая 1956 года, определением Военной коллегии Верховного суда СССР.

## Награды
- 1933 г. — награждён орденом Ленина за «выдающиеся заслуги в деле строительства крупнейшего … в Союзе химкомбината».
- 1936 г. — орден Трудового Красного Знамени.[1]